# Траурные трупиалы
Траурные трупиалы (лат. Dives) — род птиц семейства трупиаловых.

## Описание
Птицы с тёмными оперением и длиной тела 21—25 см. Питаются насекомыми и другими мелкими беспозвоночными.

## Классификация
Род описан американским орнитологом Джоном Кассином в 1867 году. В состав рода включают два вида.
- Dives dives (Deppe, 1830) — Певчий траурный трупиал
- Dives warczewiczi (Cabanis, 1861) — Кустарниковый траурный трупиал

Ранее в состав рода включали вид Dives atroviolaceus. В связи с тем, что этот вид больше сходен с представителями родов Quiscalus и Euphagus, то его выделили из рода Dives и рассматривают как самостоятельный монотипический род Ptiloxena.

## Распространение
Представители рода встречаются Центральной и Южной Америке от Мексики (штат Веракрус) до Никарагуа, в Эквадоре и на западе Перу.

## Охранный статус
Оба вида рода включены в список угрожаемых видов Международного союза охраны природы со статусом LC (Вызывающие наименьшие опасения).